# 2012年美國選舉
2012年美国选举包括了美国总统选举、美国国会选举。選舉日定於2012年11月6日，部分美国州长、市长与地方议会也在同一天举行选举。
最终现任總統贝拉克·奥巴马击败米特·羅姆尼成功连任。众议院、参议院也继续分别由共和党与民主党占据多数席位。共和党候选人获得的州长数量也比民主党人的多。值得一提的是，首次有LGBT人士當选联邦参议员。所有选举活动共花费58亿美圆以上。

## 背景
总统选举四年一次，众议院每两年全面改选一次（435席，组成第113届国会），参议院每两年改选三分之一席位（33席），此外2012年也改选11个州的州长和2个地区的行政长官。

## 国会选举
本次国会选举是2010年美國人口普查之后举行的第一次选举，美国各州在国会众议院所拥有的议席数目，及其在四年一度的总统大选中拥有的选举人票数，都会根据十年一度的人口普查结果重新分配。

### 众议院
共和党人获得234席，民主党人取得201席。
这届议员任期从2013年1月3日开始至2015年1月3日结束。

### 参议院
民主党人取得33席中的21席，共和党人赢得10席，还有2名亲民主党的独立人士。总体来说民主党在参议院有53席，共和党占45席，另有2席独立人士。
这届议员任期从2013年1月3日开始至2019年1月3日结束。